# لولمان رشت
لولمان شهری در بخش کوچصفهان شهرستان رشت در استان گیلان ایران است. این شهر در مسیر جاده رشت–لاهیجان و در شرق مرکز استان قرار دارد و رودخانه سپیدرود از محدوده آن عبور می‌کند. لولمان در سال ۱۳۸۸ با تجمیع روستاهای لولمان، رودبارکی، مبارک‌آباد، رشت‌آباد، چلک و گرباسده به‌عنوان یک شهر به رسمیت شناخته شد. کشاورزی، به‌ویژه برنج‌کاری، فعالیت اقتصادی اصلی مردم این شهر را تشکیل می‌دهد..
لولمان روستاهای اطراف آن و جاذبه‌های گردشگری گوناگونی دارد. از جمله می‌توان به مرکز آن یعنی پیربست و مناطق دیگری مانند رشت آباد، رودبارکی، گرباسده، مبارک‌آباد، چلک اشاره کرد. لولمان در مجاورت جاده اصلی رشت به آستانه قراردارد. بیشتر زمین‌های لولمان جلگه‌ای و هموار است و خاک آن نیز مانند سایر نقاط جلگه‌ای گیلان بسیار حاصل‌خیز و اکثر آن نیز زیر کشت برنج می‌باشد.

## تاریخ لولمان
بررسی تاریخچه نشان می‌دهد که شخصی به نام «ابراهیم خان چهارده‌ای» روستای لولمان را بنا کرد و مرکز اصلی بازارهای هفتگی این منطقه شد.

## قوم
مردم لولمان گیلک هستند و به زبان گیلکی سخن می‌گویند.

## زبان
زبان مردم لولمان گیلکی و لهجهٔ بیه‌پسی از این زبان است.

## اقتصاد
اقتصاد منطقهٔ لولمان به علت خاک حاصل خیز و مجاورت با رود سفیدرود برکشاورزی استوار است، در کنار کشاورزی دام‌داری و پرورش طیور و نوغانداری نیز رواج دارد.
گروه‌های شغلی زیر در منطقه فعالیت دارند: کشاورز، نوغان دار، دام‌دار، علاف، بزاز، خراز، چان چوکش، بازارمج، چوب‌دار، قصاب، قهوه‌چی، سلمانی.

## بازار هفتگی
روزهای یکشنبه و چهارشنبه در پیربست شهر لولمان بازارهای هفتگی بر پا می‌شود که دارای شهرت می‌باشد.
عمده فروش در بازار پیربست لولمان در ایّام برداشت برنج می‌باشد که روزهای شلوغی دارد. اما در دیگر ایام به دلیل هم‌زمان بودن روزهای تشکیل بازارهای هفتگی در لولمان با کوچصفهان و نزدیک بودن به شهر آستانه اشرفیه از رونق آن کاسته‌است.

## بازار برنج لولمان
علاوه بر این، بازار بزرگ برنج پیربست لولمان در کل کشور مشهور است و حتی برنج شهرهای اطراف از این بازار تغذیه و به نقاط مخلف صادر می‌شود.
در قدیم قایق‌های محلی از روستاهای سنگر و آستانه و شرق گیلان بار و مسافر به لولمان می‌آورند و از از راه آبی کالاهای خود را به این بازار می‌آوردند و به خرید و فروش و به مبادلهٔ می‌پرداختند.

## جاذبه‌های گردشگری
لولمان قسمت‌ها و جاذبه‌های گردشگری گوناگونی دارد. از آن جمله می‌توان به حمام قدیمی از دوره قاجاریه این بنا در روستای بالا محله رشت‌آباد می‌باشد
- امامزاده سیدقاسم چولاب

امامزاده سیدقاسم در روستای چولاب از توابع بخش کوچصفهان شهرستان رشت است، و در کیلومتر ۲۲ بزرگراه رشت به لاهیجان واقع است. روستای چولاب حدود ۶ کیلومتر با شهر آستانه و ۷ کیلومتر با شهر کوچصفهان فاصله دارد.
بقعه سید غریب، که در گویش محلی به غریب بقعه معروف است از دگر مناطق گردشگری لولمان می‌باشد.
از جاذبه‌های طبیعی گردشگری لولمان می‌توان به منطقه ای که ((لات)) معروف است اشاره کرد. لات در گویش محلی به معنای ساحل رودخانه می‌باشد. این منطقه به واسطه گذر رود سپیدرود دارای جذابیت و زیبائی خاصی است. هرچند که به دلیل بعضی از مشکلات از جمله عدم مدیریت صحیح و عدم تخصیص بودجه لازم این منطقه به صورت طبیعی رها گردیده ولی منطقه زیبائی است که در صورت رسیدگی صحیح می‌تواند به یکی از قطبهای گردشگری تبدیل گردد. سفیدرود از این منطقه می‌گذرد و منطقه لولمان را از روستاهای دهستان چهارده جدا می‌کند و تنها راه ارتباطی بین دهستان چهارده و لولمان پل الزهرا می‌باشد خود این پل و آن منطقه ای که پل قرار دارد نیز داری طبیعت بسیار زیبا و گردشگر پذیر می‌باشد.